# Orphan Hate
Orphan Hate ist eine Melodic-Death-Metal-/Thrash-Metal-Band aus Berlin, Deutschland, die im Jahre 1996 gegründet wurde.

## Geschichte
Die Band wurde im Jahre 1996 von Lars Simon (E-Gitarre), Steven Winckler (Bass, Gesang) und Mathias Gutschmidt (Schlagzeug) gegründet. Alle Gründungsmitglieder kennen sich schon seit frühesten Kindesjahren und durch das gemeinsame Interesse an Musik gründeten sie die Band.
1997 trat Alexander Binus (Gitarrist der Black-Metal-Band Sengaja) als zweiter Gitarrist der Band bei. Zudem begann die Band nun mit Auftritten in einigen Berliner Jugendklubs.
Im Jahre 1998 wurde die Demo Orphan Hate in verschiedenen Jugendeinrichtungen aufgenommen und unter Freunden verbreitet.
1999 spielte die Band einige kleine Konzerte im Osten Berlins, jedoch blieben sie weiterhin weitgehend ohne größere Beachtung.
Im Jahre 2000 begann die Band ihre erste Tour durch Russland. Steven Winckler konzentrierte sich nun nur noch auf den Gesang, während Jan Sadler (auch Mitglied von Sengaja) als neuer Bassist in die Band kam. Durch den Erfolg der Tour erreichte die Band einen guten Ruf in Russland und erregte zunehmend Aufmerksamkeit.
Im Jahre 2001 wurde das erste Album Proceed in Eigenproduktion veröffentlicht und erhielt eine positive Resonanz der Fans. Durch die schlechte Tonqualität des Albums kam es nicht zu einer offiziellen Veröffentlichung. Bassist Sadler arrangierte währenddessen monatliche Konzerte in Berlin und dessen Umgebung.
2002 spielte die Band erneut in Russland, in einigen Vororten von Moskau. Die Tour umfasste sieben Auftritte, welche auch das Interesse der Medien erregte. Die Band war der Headliner dieser Tour und spielte zusammen mit sieben weiteren russischen Bands. Auch spielte die Band ein Konzert in Warschau (Polen).
Im Jahre 2003 pausierte die Band für zwei Monate und Sadler konnte sich verstärkt auf sein Studium in Leipzig konzentrieren, während der Rest der Band einige Experimente unplugged begann, was ihnen auch einen ersten Platz bei einem Bandwettbewerb einbrachte. Im Winter 2003 ging die Band wieder ins Studio.
Das Resultat ist das in Eigenproduktion erschienene Album Changes, das im Frühjahr 2004 veröffentlicht wurde. Nach der Aufnahme des Albums trennte sich die Band von Gitarristen Lars Simon und Sänger Steven Winckler. Marcus „Rooky“ Forstbauer, Studio- und Sessiongitarrist stieß als neuer Gitarrist zur Band. Für eine Coverversion von Get Busy von Sean Paul hatte Torsten Pfundt (Sänger der befreundeten Band Mors Cordis), einen Gastauftritt. Mit seiner Unterstützung und der Zusammenarbeit mit René Beine und vielen weiteren Fans entstand ein Musikvideo, durch welches die Band am 2. April 2004 live bei der Show Interaktiv auf dem Musiksender VIVA am Battle of the Bands Contest teilnehmen konnte. Anfang Mai stieß Sina Niklas als neue Sängerin zur Band.
Im Jahr 2005 arbeitete die Band an neuem Songmaterial, suchte nach einem Label und man nahm das Demo Promo 2005 auf.
2006 begab sich die Band in die Freakwave Studios und begann die ersten Songs für ein Album aufzunehmen. Nebenbei spielte die Bands weiterhin Konzerte.
Das Album Blinded by Illusions wurde dann im Jahr 2007 fertiggestellt. Das Artwork gestaltete Christian Bröhenhorst, (Gitarrist von Cripper). Nachdem man bei über 100 Labels angefragt hatte, fand man schließlich im Jahre 2008 mit Plainsong Records ein Label und sie veröffentlichten das Album schließlich Anfang Mai 2008. Musikverleger war dabei Rajk Barthel, Gitarrist bei der Band Disillusion. Im Anschluss der Veröffentlichung ging die Bands auf eine Tour durch Deutschland, Polen und Tschechien.
Im Sommer 2009 spielte die Band auf einigen Festivals. Gitarrist Marcus „Rooky“ Forstbauer stieg in diesem Jahr bei der Band aus, um sich seiner Solokarriere, sowie seiner neuen Band Poised zu widmen. Ersatz wurde mit dem Berliner Gitarristen Ramin Tehrani gefunden. Mit ihm zusammen erlebte die Band ihren bisher größten Auftritt auf dem Woodstock-Festival in Polen. Auch das Songwriting für ein neues Album begann, das voraussichtlich im Frühjahr 2012 europaweit veröffentlicht wird.

## Bedeutung des Namens
Der Name „orphan hate“ (engl.: „Hass der Waisen“) stellt das Aufwachen von Jugendlichen in einer Welt dar, die verroht, unbarmherzig und zudem ohne Liebe und Mitgefühl ist. Textlich befasst sich die Band ebenfalls mit diesen Themen.

## Stil
Der Klang der Musik wird als eine Mischung aus Thrash Metal, Melodic Death Metal und Metalcore beschrieben. Besonders charakteristisch sind dabei die Riffs beider Gitarristen, deren Stil an den der Band Nevermore angelehnt ist. Stilprägend ist auch der Gesang von Sängerin Sina Niklas, die zwischen Growls, Shouts und gesungenen Passagen wechselt. Verglichen wird Orphan Hate mit Bands wie Disturbed, Arch Enemy und In Flames.

## Diskografie
- 1998: Promo (Demo, Eigenproduktion)
- 2001: Proceed (LP, Eigenproduktion)
- 2004: Changes (LP, Eigenproduktion)
- 2005: Promo 2005 (Demo, Eigenproduktion)
- 2008: Blinded by Illusion (LP, Plainsong Records)
- 2012: Attitude & Consequences (LP, Kick the Flame)